# 日本ブラッドバンク
株式会社日本ブラッドバンク（にほんブラッドバンク・けつえきぎんこう）は、かつて存在した日本の大手医薬品メーカー。本社は大阪府大阪市城東区蒲生町3番地に置いていた。
731部隊に所属していた元陸軍軍医中佐の内藤良一の発案で、神戸銀行（現在の三井住友銀行）の出資により、1950年（昭和25年）11月20日に設立。創業当時は「乾燥人血漿」「血液型判定用血清」「クエン酸塩加人全血液（保存血液）」の3品目でスタートする。
血液業務の拠点・窓口となる、採血プラントとして「大阪プラント」（本社内）「神戸プラント」（兵庫県神戸市生田区中山手通4-22）設置。両プラントで血液業務が開始される。 採血者を1日平均500人として、1か月で1万5,000人、採血量3,000リットルの実現を目指した。創業当時の営業活動は、大阪、神戸を中心に京都、岡山などの地域で行われた。
その後、1964年（昭和39年）8月28日に社名を「株式会社ミドリ十字」（後に薬害エイズ事件を引き起こす）に変更。その後、吉富製薬 → ウェルファイド → 三菱ウェルファーマ → 田辺三菱製薬（現在）、血液製剤部門に関しては三菱ウェルファーマ → ベネシス → 日本血液製剤機構と変遷しているが、企業母体は同じである。

## 沿革
- 1950年（昭和25年）11月20日 - 「株式会社日本ブラッドバンク」を設立。大阪府大阪市に本店及び工場を開設。
- 1951年（昭和26年）4月10日 - 「塩野義製薬株式会社」を国内総販売元とする「乾燥人血漿」の販売契約を締結。続いて4月16日には「血液型判定用血清」の販売契約を締結。
  - 塩野義製薬の販売ルートと、個別ルートにより大口需要者の警察予備隊（現在の自衛隊）への売り込みに成功し、需要拡大。
- 1952年（昭和27年）1月23日 - 「アジアチック商事」（USA）との間で「乾燥人血漿」「クエン酸塩加人全血液」の販売契約を締結。
  - 経営再建計画がまとめられ業態の建て直しを図る。生産ラインの修繕、整備。凍結真空乾燥装置を改良し、凍結乾燥を改善。電力需要も改善され、A級線の引き込みによって電力危機の解消を図る。
- 1953年（昭和28年）
  - 5月 - 「カッター社（現・バイエル薬品）」より、代理店であるアジアチック商事を経由し「凍結血漿」500リットルの試験発注を受ける。その後、「カッター社」から製品を高く評価され、1954年（昭和29年）9月までの1年4ヶ月間、大量の発注を受ける。
    - 米国で凍結血漿に含まれるグロブリンが小児麻痺の予防に有効であると考えられており、大量消費につながっていた。しかし、小児麻痺ワクチンが開発され使用頻度は激減した。
    - 1953年（昭和28年）のある時期から、保存血液のことを「銀行血-B Bank」と総称するようになった。その後、徐々に販売地域が、四国、九州地区にも拡大する。
    - 麻疹の予防と治療に有効な「グロブリン-B Bank」の開発に着手。カッター社のW.E・ウォード博士の勧めもあり、純度65%の『γ-グロブリン』が完成する（1954年（昭和29年）2月26日製造認可）。
    - 「東京出張所」開設。

- 1954年（昭和29年） 
  - 名糖産業と、代用血と呼ばれる血漿増量剤「デキストラン」の共同開発に着手。3月19日に「デキストラン・名糖・B Bank」（100 mL・250 mL・500 mL）販売開始。
  - 6月末の半期決算では、3,245万円の純利益を計上。
  - 2月28日 - 名古屋プラント・名古屋支店開設。
  - 3月31日 - 福岡出張所開設。
  - 8月 - 東京出張所を東京支店に昇格。
- 1955年（昭和30年） - 清瀬出張所、東北出張所、岡山出張所、長岡出張所、高松営業所及び東京プラントを開設。
- 1956年（昭和31年） -  北海道出張所、筑豊営業所及び京都プラントを開設。
- 1957年（昭和32年） 
  - 京都支店を開設。
  - 7月17日 -「大阪証券取引所」に株式上場。
- 1958年（昭和33年）
  - 1月 - 東北出張所、長岡出張所、北海道出張所などの豪雪地帯に血液配送車を配備。
  - 2月 -  小倉プラント開設。
  - 3月1日 - 神戸証券取引所に株式上場。
  - 5月30日 - カッター社との合弁で「株式会社カッター・ラボラトリーズ・パシフィック」を会社設立。
  - 11月 - 塩野義製薬との販売契約解消。

- 1959年（昭和34年）
  - 2月21日 - 福岡証券取引所に株式上場。
  - 4月 - 東北出張所を東北支店に昇格。
  - 5月 - 大阪プラントを開設。
  - 6月18日 - 名古屋証券取引所に株式上場。
  - 7月 - 金沢出張所及び道修町営業所を開設。
  - 8月 - 「コンドロイチン」発売。
  - 11月 - 「一般用医薬品」販売開始（アポレス錠・強力ヘマタミン・ヘマタミン-B・ローヤルホニー等）。

- 1960年（昭和35年）
  - 5月1日 - 新潟証券取引所に株式上場。
  - 8月 - 
    - 「カシロドール」発売。
    - 東京都にて「第8回国際輸血学会」が開催。この学会にて「保存血の多量使用は肝炎の多発要因になる」との指摘があり、無理な売血による提供者の貧血問題、日本の保存血の大半が売血によって行われていることを、スイス・オランダの学者から取り上げられ、血液銀行の在り方が強く批判される。この批判がマスコミの注目を浴び「黄色い血」への関心が一般大衆の間にも高まる。

  - 11月1日 - 東京証券取引所に株式上場。
  - 12月 - 「パパイン」発売。

- 1961年（昭和36年）
  - 5月 - 「ネフラージン」発売。

- 1962年（昭和37年）
  - 3月 - 米・アボット・ラボラトリーズと技術提携。
  - 8月27日 - 京都証券取引所に株式上場。

- 1963年（昭和38年）
  - 10月 - 「プラスマネート」発売。
  - 11月 - 「マクロデックス」、「レオマクロデックス」発売。

- 1964年（昭和39年）
  - 8月 - 閣議決定により、厚生省は「保存血」は「日赤」と「地方自治体」のみが取り扱う旨を全医療機関へ通知。
  - 8月28日 ‐ 行政指導により血液銀行部門を廃止し、医薬品部門の拡大に特化。併せて「株式会社ミドリ十字」に社名を商号変更。
    - 新社名は、創業以来の社章である「緑十字形」にちなむ。（社名変更時に社章の「BPCJ」の文字のみを「APAM」に変更。）

## 主要製品
現在は下記の商品名は、全て薬価削除されている。
- 銀行血（B Bank 125ml ビン・250ml ビン）・・・日本最初の血液銀行システムによる保存血液である。クエン酸塩溶液中に採血し、血液凝固を防いで保存するため、クエン酸塩加人全血液と呼ばれた。（昭和26年3月厚生省製造承認）
- ABO式血液型判定用血清（血液型判定用血清・乾燥-B Bank）・・・人の血液の血清の中には血液凝集素があり、赤血球を凝集させる抗体が含まれる。O型には抗体Aと抗体Bがあり、A型には抗体Bがあり、B型には抗体A、AB型には抗体Aも抗体Bもふくまれない。（昭和26年3月厚生省製造承認）
- 乾燥人血漿 (PLASMA-B Bank 20ml・50ml・100ml・200ml・250ml・500ml)・・・血液から血球成分を除いた血漿成分を真空乾燥し紫外線照射によって肝炎の病原体の処理をしたもの（昭和26年6月厚生省製造承認）
- グロブリン（グロブリン-B Bank 3ml・10ml）・・・はしかの予防および治療に有効な血漿分画製剤。期限切れとなった銀行血のサルベージの目的で急いで製品化し、昭和28年に製品化に成功する。（昭和29年2月厚生省製造承認）
- デキストラン（デキストラン40注-B Bank ・10% 500ml×10V デキストラン70注-B Bank ・6% 500ml×10V）・・・血液の代用となる血漿増量剤で、スウェーデンのAB Pharmaciaからのデキストラン原末を主原料としている。デキストラン40は血流改善剤・デキストラン70は血漿増量剤。（昭和29年8月厚生省製造承認）
- コンドロイチン（コンドロイチン注-B Bank 1%、2%、3%・50管）・・・鯨の軟骨から採取されるコンドロイチン硫酸を主成分として、人体細胞間基質として重要な役割を果たす。血液の循環、肝臓・腎臓の機能、解毒、排泄をよくし、新陳代謝を促して血液や体液の正常化に効果的である。（昭和34年3月厚生省製造承認）
- プラスマネート（プラスマネート-B Bank 100ml）・・・カッター・ラボラトリース社（現在のバイエル薬品）から技術提携を受け、血漿蛋白質中のアルブミンを主成分とする血漿蛋白補給剤「Super-Plasma」と呼ばれるきわめて高度な性状である。とくに新鮮血や人血漿（乾燥）においての血清肝炎の危険をなくした製剤である。（昭和35年6月厚生省製造承認）
- アルブミン（アルブミン-B Bank 20ml 50ml）・・・人血液から得た人血清アルブミンを濃縮精製した人血漿蛋白液である。低蛋白血症の治療にすぐれた効果を発揮するので、ネフローゼ・外科手術後などの激しい消耗の場合に使用されている。（昭和38年7月厚生省製造承認）
- COPP (COPP-B Bank 20ml×10A 20ml×50A)・・・プロトポルフィリンが癌細胞に選択的に取り込まれることに着眼して開発された制癌剤である。主成分は赤血球中にある色素蛋白質ヘモクロビンを分解して得られるプロトポルフィリン (PP) とコバルト (Co) を結合させたものである。このコバルトプロトポルフィン (COPP) が腫瘍に直接作用するとともに、担癌宿主の生理機能へも改善効果を及ぼし、この相乗効果で優れた臨床効果を得られる。（昭和38年11月厚生省製造承認）
- フィブリノゲン（フィブリノゲン-B Bank 1gビン）・・・人血漿から分画した血漿蛋白質フィブリノゲンを凍結乾燥させたものである。とくに、低フィブリノゲン血症に対して即効的にすぐれた効果を示す。（昭和39年6月厚生省製造承認）

## 事務所
- 本社（大阪府大阪市）・・・総務部・経理部・開発部・学術部・営業部・研究部・試薬事業部

支社・支店
- 東京支社・・・プラント部・業務部・総務部・学術部
- 名古屋支店・・プラント部・学術部・販売部・血液部・総務部
- 京都支店・・・プラント部・学術部・販売部・血液部・総務部
- 神戸支店・・・プラント部・学術部・販売部・血液部・総務部
- 九州支店・・・プラント部・学術部・販売部・血液部・総務部
- 東北支店

営業所・出張所・工場
- 新潟営業所
- 長岡出張所
- 北海道出張所
- 高松出張所
- 都島工場（1999年11月30日まで事業閉鎖し、解体）